# 2-氯丁酸
2-氯丁酸是一种有机化合物，化学式为C4H7O2Cl。它可由正丁酸和氯气或氯磺酸在一定条件下反应得到。2-氯丁酸经过胺化反应可以得到2-氨基丁酰胺；它也能和草酰氯反应，得到2-氯丁酰氯。